# Evans Ganapamo
Evans Ganapamo (Montpellier, 19 agosto 1994) è un cestista francese con cittadinanza centrafricana.